# یان شاندا
یان شاندا (انگلیسی: Jan Schanda؛ زادهٔ ۱۷ اوت ۱۹۷۷) بازیکن فوتبال اهل آلمان است.
از باشگاه‌هایی که در آن بازی کرده‌است می‌توان به باشگاه فوتبال اس‌سی فورتونا کلن، باشگاه فوتبال آینتراخت برانشوایگ، باشگاه فوتبال وولفسبورگ، و باشگاه فوتبال اسنابروک اشاره کرد.